# Ginástica artística nos Jogos Olímpicos de Verão da Juventude de 2010 - Salto masculino
A final do salto sobre a mesa masculino da ginástica artística nos Jogos Olímpicos de Verão da Juventude de 2010 foi disputada no dia 22 de agosto no Bishan Sports Hall, em Singapura.

## Medalhistas
| Ouro   | MGL Erdenebold Ganbat |
| Prata  | TUR Ferhat Arıcan     |
| Bronze | ESP Nestor Abad       |

## Resultados

### Qualificatória
A etapa qualificatória para este e para os demais aparelhos, bem como para o individual geral, foi disputada no dia 16 de agosto. 41 ginastas competiram e os oito melhores se classificaram para a final.

### Final
| Pos.              | Ginasta                | # | Dificuldade | Execução | Penalidades | Total  | Média  |
| ----------------- | ---------------------- | - | ----------- | -------- | ----------- | ------ | ------ |
| Medalha de ouro   | MGL Erdenebold Ganbat  | 1 | 6.600       | 9.150    | —           | 15.750 | 15.662 |
| Medalha de ouro   | MGL Erdenebold Ganbat  | 2 | 6.200       | 9.375    | —           | 15.575 | 15.662 |
| Medalha de prata  | TUR Ferhat Arıcan      | 1 | 5.800       | 9.375    | —           | 15.175 | 15.650 |
| Medalha de prata  | TUR Ferhat Arıcan      | 2 | 6.600       | 9.525    | —           | 16.125 | 15.650 |
| Medalha de bronze | ESP Nestor Abad        | 1 | 6.200       | 9.375    | —           | 15.475 | 15.450 |
| Medalha de bronze | ESP Nestor Abad        | 2 | 6.200       | 9.225    | —           | 15.425 | 15.450 |
| 4                 | BRA Arthur Mariano     | 1 | 6.600       | 9.575    | —           | 16.175 | 15.400 |
| 4                 | BRA Arthur Mariano     | 2 | 6.200       | 8.725    | —           | 14.625 | 15.400 |
| 5                 | THA Weena Chokpaoumpai | 1 | 5.400       | 9.600    | —           | 15.000 | 15.362 |
| 5                 | THA Weena Chokpaoumpai | 2 | 6.200       | 9.525    | —           | 15.725 | 15.362 |
| 6                 | RUS Daniil Kazachkov   | 1 | 6.600       | 9.225    | —           | 15.825 | 14.962 |
| 6                 | RUS Daniil Kazachkov   | 2 | 5.800       | 8.400    | —           | 14.100 | 14.962 |
| 7                 | MEX Javier Cervantes   | 1 | 6.200       | 8.390    | —           | 14.400 | 14.850 |
| 7                 | MEX Javier Cervantes   | 2 | 6.200       | 9.200    | —           | 15.300 | 14.850 |
| 8                 | UKR Oleg Stepko        | 1 | 6.600       | 8.125    | —           | 14.625 | 14.425 |
| 8                 | UKR Oleg Stepko        | 2 | 4.600       | 9.625    | —           | 14.225 | 14.425 |